# Lengyelország himnusza
A lengyel himnuszt Józef Wybicki író-politikus írta 1797-ben. Eredetileg lelkesítő dal volt, amit Jan Henryk Dąbrowski csapatainak írt, amikor a tábornok lengyel légiókat szervezett Itáliában, hogy Napóleon oldalán harcoljanak Lengyelország függetlenségéért. Az új dal egy lengyel népdal, a Dąbrowski-mazurka dallamára íródott. Magyarországon 1816-ban terjedt el. Lengyelországban 1926-ban vált hivatalosan himnusszá. 
Érdekesség, hogy a lengyel himnusz dallama megegyezik a volt Jugoszlávia himnuszának dallamával, némi tempóbeli különbséggel.

## Története
1797-ben Jan Henryk Dąbrowski tábornok lengyel légiókat szervezett Olaszországban, hogy Napóleon hadai mellett harcoljanak Lengyelország függetlenségéért. A katonai táborban gyakran elhangzott Dąbrowski mazurkája („Mazurek Dąbrowskiego”). A légióknál szolgált Józef Wybicki író, politikus is, aki elhatározta, hogy ír a katonáknak erre a dallamra egy lelkesítő, hitet adó új dalt. Az új dal címe először „Az itáliai lengyel légionisták dala” volt. 
A légionistákkal eljutott a dal Lengyelországba s hosszú évek során - új versszakokkal bővülve - fel-felhangzott harcokban, tüntetéseken egyaránt, s egyre jobban összefonódott a lengyel történelemmel. 
Végül is a Wybicki-féle dalból lett Lengyelország himnusza. Függetlenségük elnyerésekor, 1918-ban énekelték először az ország himnuszaként. Hivatalossá 1926-ban lett. 
A Dąbrowski-mazurka dallama igen népszerű volt a Habsburg uralom alatt élő népek között. A dal Magyarországon is elterjedt az 1816-ban keletkezett „Isten, ki Lengyelhont…” kezdetű népszerű lengyel hazafias dallal együtt. Liszt Ferenc 1863-ban – a januári lengyel felkelés kitörése után – írt Salve Polonia című zenekari műve (S.113) szintén a Dąbrowski-dallamban csúcsosodik ki. E művét Liszt utóbb az 1884-es, befejezetlenül maradt Szent Szaniszló oratóriumába (S.688) illesztette intermezzóként.
A Dąbrowski-mazurkát a szláv népek körében külön-külön is, de mint össz-szláv himnuszt is énekelték. A 20. században a volt Jugoszlávia himnuszához is a Dąbrowski-mazurka melódiáját használták fel.

## Jelenlegi szövege
| A lengyel himnusz hivatalos szövege | A lengyel himnusz magyar fordítása |
| --- | --- |
| Jeszcze Polska nie zginęła, Kiedy my żyjemy. Co nam obca przemoc wzięła, Szablą odbierzemy. Marsz, marsz Dąbrowski, Z ziemi włoskiej do Polski. Za twoim przewodem Złączym się z narodem. Przejdziem Wisłę, przejdziem Wartę, Będziem Polakami. Dał nam przykład Bonaparte, Jak zwyciężać mamy. Marsz, marsz… Jak Czarniecki do Poznania Po szwedzkim zaborze, Dla ojczyzny ratowania Wrócim się przez morze. Marsz, marsz… Już tam ojciec do swej Basi Mówi zapłakany — Słuchaj jeno, pono nasi Biją w tarabany. Marsz, marsz… | Nincs még veszve Lengyelország, Míg mi meg nem haltunk, Hogyha földünk elrabolták, Visszaszerzi kardunk. Fel, fel Dąbrowski, Zászlódat bontsd ki! Ha te vagy vezérünk, Népünkhöz elérünk. A Wartáig, Visztuláig Szabad lesz a lengyel, Bonaparte álma válik Tettre győzelmeddel. Fel, fel…, Poznańnál Czarniecki kardja Mindent visszaszerzett, Így szállunk majd mi is partra, Hogyha hív a nemzet. Fel, fel…, Szólt a lányhoz az aggastyán Szeme könnybe lábadt - Figyelj, lánykám, még hallasz tán Lengyel trombitákat. Fel, fel…, |

## Eredeti szöveg
Jeszcze Polska nie umarła,

Kiedy my żyjemy.

Co nam obca moc wydarła,

Szablą odbierzemy.
Marsz, marsz, Dąbrowski,

Do Polski z ziemi włoskiéj,

Za Twoim przewodem

Złączem sie z narodem.
Jak Czarniecki do Poznania

Wracał się przez morze,

Dla ojczyzny ratowania

Po szwedzkim rozbiorze.
Marsz, marsz, Dąbrowski…
Przejdziem Wisłę, przejdziem Wartę,

Będziem Polakami,

Dał nam przykład Bonaparte

Jak zwyciężać mamy.
Marsz, marsz, Dąbrowski…
Niemiec, Moskal nie osiędzie,

Gdy, jąwszy pałasza,

Hasłem wszystkich zgoda będzie

I ojczyzna nasza.
Marsz, marsz, Dąbrowski…
Już tam ojciec do swej Basi

Mówi zapłakany:

"Słuchaj jeno, pono nasi

Biją w tarabany.
Marsz, marsz, Dąbrowski…
Na to wszystkich jedne głosy:

"Dosyć tej niewoli!

Mamy racławickie kosy,

Kosciuszkę, Bóg pozwoli.
Marsz, marsz, Dąbrowski…